# Xerotyphlops etheridgei
Xerotyphlops etheridgei är en ormart som beskrevs av Wallach 2002. Xerotyphlops etheridgei ingår i släktet Xerotyphlops och familjen maskormar. Inga underarter finns listade i Catalogue of Life.
Denna orm förekommer i en liten region i norra Mauretanien. Kanske har arten en större utbredning. Den lever i torra savanner med växter av släktet Acacia. Xerotyphlops etheridgei gräver i lövskiktet och i det översta jordlagret. Honor lägger antagligen ägg.
Det är inget känt om populationens storlek och möjliga hot. IUCN kategoriserar arten globalt som otillräckligt studerad.